# Бристви
Бристви (чеш. Bříství) је насељено мјесто са административним статусом сеоске општине (чеш. obec) у округу Нимбурк, у Средњочешком крају, Чешка Република.

## Становништво
Према подацима о броју становника из 2014. године насеље је имало 388 становника.